# رئیس‌جمهور آمریکا (فیلم)
رئیس‌جمهور آمریکا (انگلیسی: The American President) یک فیلم درام و کمدی رمانتیک به کارگردانی راب راینر است که در سال ۱۹۹۵ منتشر شد.

## بازیگران
- مایکل داگلاس
- آنت بنینگ
- مارتین شین
- مایکل جی فاکس
- ریچارد درایفس
- انا دیویر اسمیت
- سامانتا ماتیس
- شاونا والدرون
- دیوید پیمر
- وندی مالیک
- آن هانی
- جاشوآ مالینا
- نینا شیماشکو
- جانی ماهونی
- ران کانادا
- جنیفر کریستال فولی
- آرون سورکین
- گیل استریکلند
- جورج مرداک